# 桂园
桂园，位于重庆市渝中区中山四路65号，是原中华民国国军上将张治中的公馆，因院内有两株桂树而得名。1945年8月重庆谈判期间，桂园成为毛泽东与周恩来等人代表中国共产党同国民政府代表进行谈判和签订《政府与中共代表会谈纪要》（即双十协定）的地点。现为红岩革命纪念馆桂园展览室。

## 历史

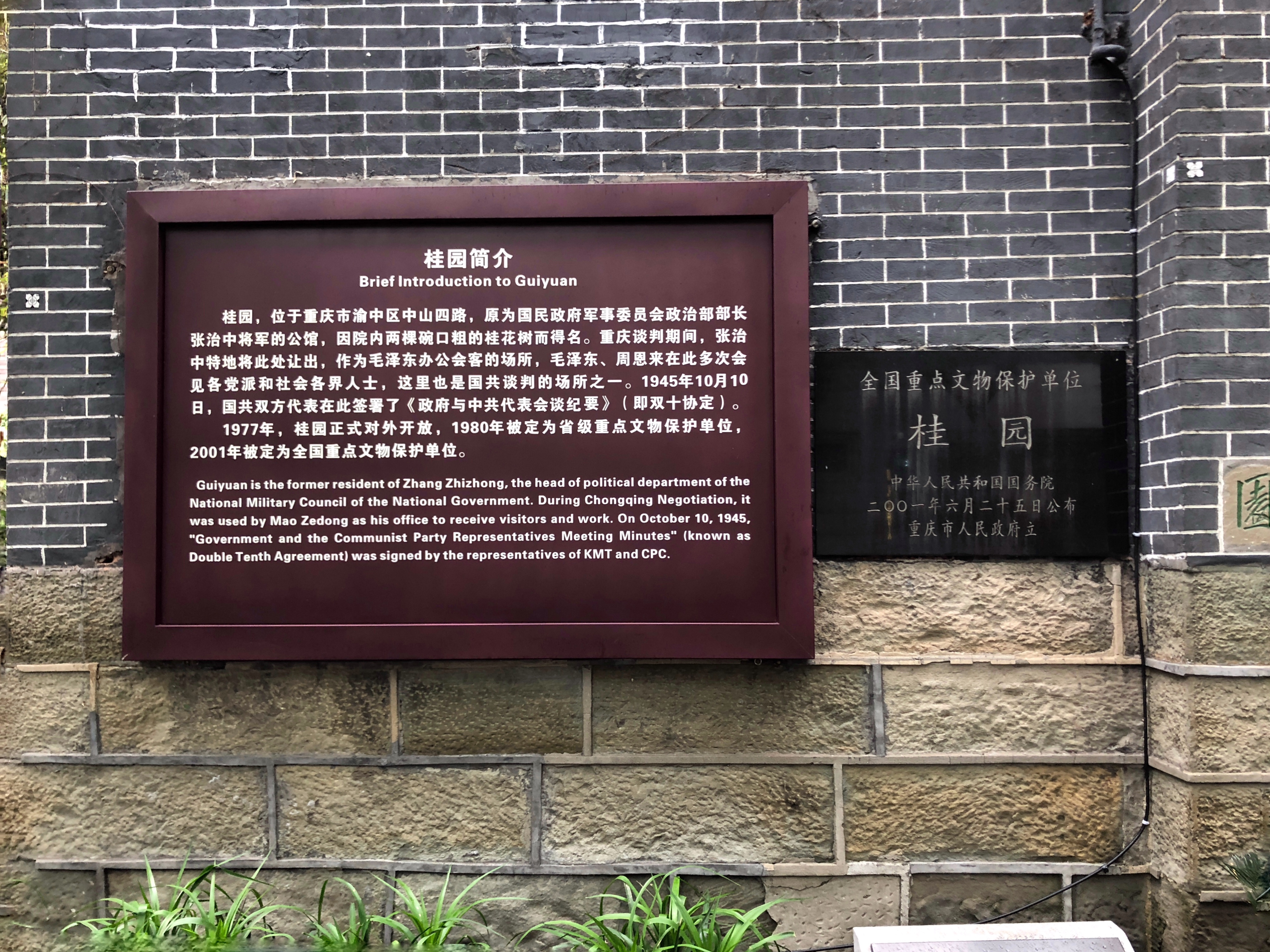
桂园简介

桂园原为属于孔祥熙系统的关吉玉的产业，关吉玉时任国民政府财政部司长，后来擢任次长、部长。1937年12月，国民政府内迁重庆后，陈诚租用桂园作为官邸。1938年，张治中自湖南省政府主席调任国民政府军事委员会委员长侍从室一处主任（分管军事），因为桂园距离侍从室近，乃和陈诚商议将桂园转租给张治中，直到抗日战争胜利。1945年8月28日，毛泽东自延安抵达重庆，参加重庆谈判。周恩来虑及毛泽东的安全，乃向张治中借用桂园，自此桂园成为毛泽东、周恩来等人在重庆谈判期间的主要活动场所。毛泽东和蒋介石面谈六次。在国共双方指定的代表周恩来、王若飞、王世杰、张群、张治中、邵力子谈判时，有时毛泽东也在场。多数接触是在德安里101号的蒋介石旧居举行，但会外接触多在桂园。经过43天谈判，1945年10月10日《政府与中共代表会谈记要》（《双十协定》）签字仪式在桂园举行。
1962年2月18日，“桂园”列為重慶市第一批文物古蹟保護單位。1980年7月7日，“桂园”列為四川省重新確定公布的第一批省級文物保護單位。1983年12月1日，“桂园”列為重慶市第一批市級文物保護單位。1977年，在桂园举办陈列展览，正式对外开放。2000年9月7日，作为“重慶談判舊址”之一列為第一批重慶市文物保護單位。2001年6月25日，“桂园”公佈為第五批全國重點文物保護單位。

## 建筑

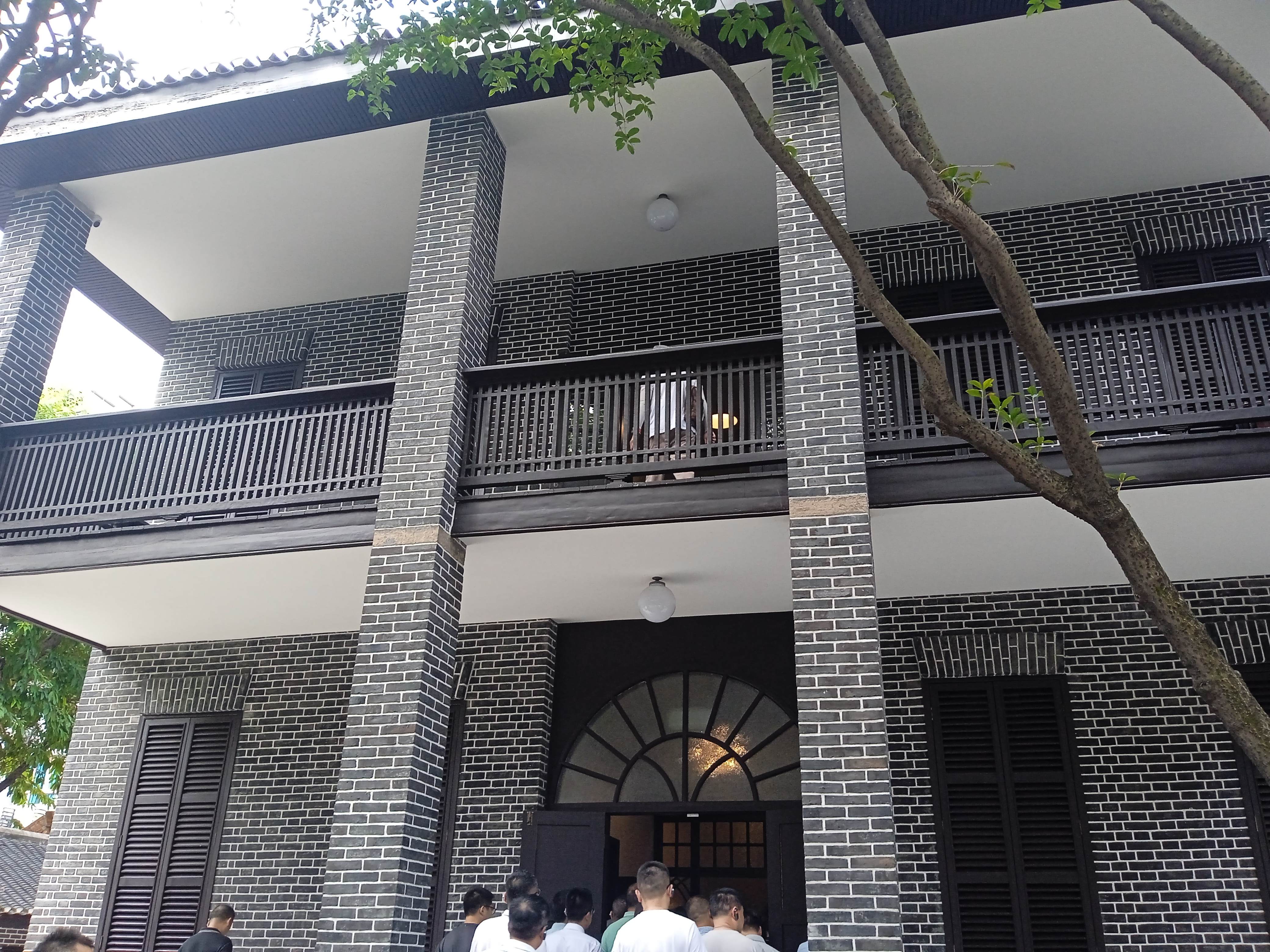
桂园主楼

桂园位于今重庆市渝中区中山四路65号（原德安里107号）。总占地面积800平方米。园内有中西式砖木结构楼房一幢，坐南朝北，一楼一底，高约11米，面阔约13米，进深约13米，占地面积273平方米。进门为走道及衣帽间，右侧是客厅，厅后两小间是秘书办公室及洗手间，右侧是餐厅，餐厅后面是厨房。楼上是卧室，同楼下房间对称。楼后北边的多间平房是传达室，左侧是汽车房。
重庆谈判期间，在楼下右侧餐厅里，毛泽东、周恩来曾宴请过各国驻华团体负责人和各界人士。二楼是毛泽东、周恩来办公、休息的地方。